# Phillip Barski
Phillip Barski (ur. 8 czerwca 1979 w Richmond Hill) – kanadyjski hokeista polskiego pochodzenia grający na pozycji napastnika, trener, od 2019 trener Podhala Nowy Targ.

## Kariera
Phillip Barski w czasie kariery reprezentował barwy juniorskiego Richmond Hill Kings (1992–1993), drużyn ligi OPJHL: Newmarket Hurricanes (1996–1997), Mississauga Chargers (1997–1998), Stouffville Spirit (1998–1999), Milton Merchants (1999–2000), ligi NCAA – Bowling Green Falcons (2000–2002) akademickiej drużyny występującej w rozgrywkach U Sports – Calgary Dinos (2002–2004).

## Kariera trenerska
Phillip Barski po zakończeniu kariery sportowej rozpoczął karierę trenerską. W latach 2012–2013 był asystentem trenera w drużynie ligi OPJHL – Pickering Panthers, następnie w latach 2013–2015 pracował jako asystent trenera w akademickiej drużynie występującej w rozgrywkach U Sports – York Lions, a w latach 2016–2017 pełnił funkcję analityka wideo w klubie ligi ECHL – Brampton Beast.
Następnie wyjechał do Europy, w latach 2017–2019 pełnił funkcję asystenta trenerów Pata Curcio, Kai Suikkanena oraz Claytona Beddoesa we włoskim klubie występującym w rozgrywkach austriackiej ligi EBEL – HC Bolzano.
14 maja 2019 roku został trenerem klubu Polskiej Hokej Ligi – Podhala Nowy Targ, który pod wodzą Barskiego w sezonie 2019/2020 w wyniku zajmowanego 4. miejsca w połowie rozgrywek Polskiej Hokej Ligi zakwalifikował się do Pucharu Polski, gdzie w półfinale przegrał 1:3 z późniejszym triumfatorem tych rozgrywek – GKS-em Jastrzębie-Zdrój, natomiast rozgrywki Polskiej Hokej Ligi, które zostały przedwcześnie zakończone z powodu pandemii koronawirusa, ostatecznie zakończył w pierwszej rundzie fazy play-off po porażce w rywalizacji 2:4 (4:1, 2:1, 2:3, 3:4, 1:5, 1:2) z GKS-em Katowice.

## Statystyki

### Klubowe
| 1996-1997                   | Newmarket Hurricanes        | OPJHL                       | 5   | 1  | 1   | 2   | 4  | −  | − | − | − | − | − |
| 1997-1998                   | Mississauga Chargers        | OPJHL                       | 6   | 1  | 1   | 2   | 0  | −  | − | − | − | − | − |
| 1997-1998                   | Stouffville Spirit          | OPJHL                       | 30  | 6  | 16  | 22  | 6  | −  | − | − | − | − | − |
| 1998-1999                   | Stouffville Spirit          | OPJHL                       | 42  | 25 | 50  | 75  | 40 | −  | − | − | − | − | − |
| 1999-2000                   | Milton Merchants            | OPJHL                       | 37  | 21 | 47  | 68  | 38 | −  | − | − | − | − | − |
| 2000-2001                   | Bowling Green Falcons       | NCAA                        | 17  | 1  | 3   | 4   | 10 | −1 | − | − | − | − | − |
| 2001-2002                   | Bowling Green Falcons       | NCAA                        | 0   | 0  | 0   | 0   | 0  | −  | − | − | − | − | − |
| 2002-2003                   | Calgary Dinos               | U Sports                    | 27  | 6  | 15  | 21  | 28 | −  | − | − | − | − | − |
| 2003-2004                   | Calgary Dinos               | U Sports                    | 9   | 1  | 5   | 6   | 4  | −  | − | − | − | − | − |
| Razem w 1. lidze (4 sezony) | Razem w 1. lidze (4 sezony) | Razem w 1. lidze (4 sezony) | 120 | 54 | 115 | 169 | 88 | −  | − | − | − | − | − |
| Razem w NCAA (2 sezony)     | Razem w NCAA (2 sezony)     | Razem w NCAA (2 sezony)     | 17  | 1  | 3   | 4   | 10 | −1 | − | − | − | − | − |
| Razem w U Sports (2 sezony) | Razem w U Sports (2 sezony) | Razem w U Sports (2 sezony) | 36  | 7  | 20  | 27  | 32 | −  | − | − | − | − | − |